# Burjassot
Burjassot település Spanyolországban, Valencia tartományban. Burjassot Valencia, Godella és Paterna községekkel határos. Lakosainak száma 40 634 fő (2024).

## Népesség
A település népessége az utóbbi években az alábbiak szerint változott:
| Lakosok száma | 35 682 | 37 330 | 37 402 | 38 433 | 38 175 | 37 641 | 37 575 | 38 024 | 38 880 | 40 634 |
|               | 2001   | 2004   | 2007   | 2009   | 2012   | 2014   | 2017   | 2019   | 2022   | 2024   |